# Marek Daniel
Marek Daniel (* 13. září 1971 Praha) je český divadelní, filmový i televizní herec a komik.

## Profesní kariéra
Po maturitě na dřevařské průmyslovce ve Volyni studoval na Divadelní fakultě Janáčkovy akademie múzických umění obor loutkoherectví.[zdroj⁠?!] Ten ale nedokončil a ve 3. ročníku přestoupil na téže fakultě na studium činoherního herectví. Během studií hostoval v brněnském HaDivadle, kam také po absolutoriu v roce 1995 nastoupil do svého prvního angažmá.
Kromě toho hostuje i na jiných scénách – v Praze například Dejvické divadlo (hra Sirup), Divadlo Archa, v Brně pak Divadlo Husa na provázku.
Příležitostně působí i jako moderátor, v roce 1998 spoluuváděl například televizní pořad Kinetická encyklopedie Všehomíra.
V roce 2009 vytvořil hlavní postavu Emila Vrbaty v českém snímku Protektor, za niž byl nominován na Českého lva v kategorii Nejlepší mužský herecký výkon v hlavní roli. V roce 2011 účinkoval ve filmech Roberta Sedláčka Sráči a Rodina je základ státu.

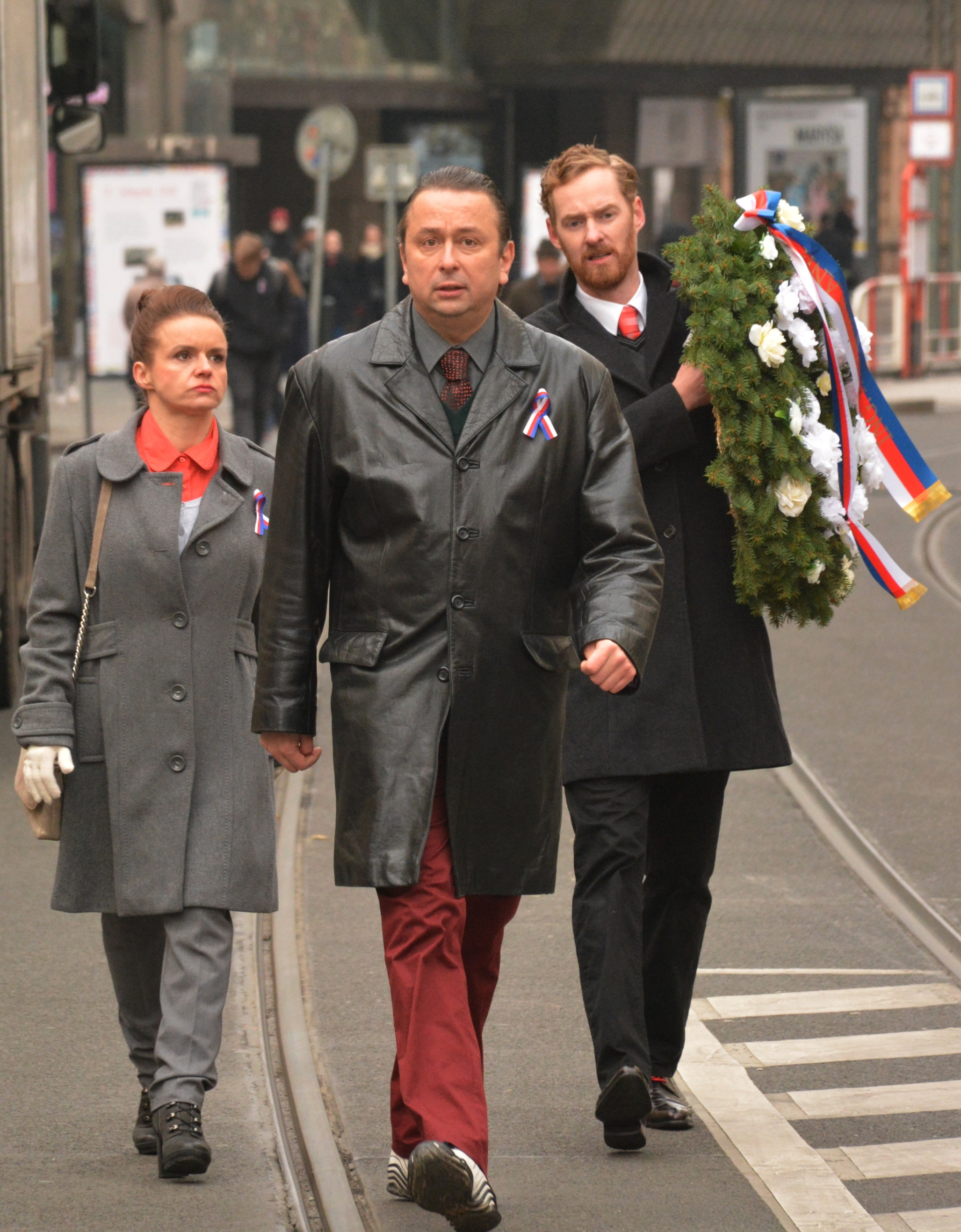
Jako Tonda Blaník při natáčení filmu Prezident Blaník na pražské Národní třídě během vzpomínkové akce k událostem 17. listopadu 1989.

V roce 2014 se dostal do širšího povědomí také jako představitel Václava Havla v seriálu České století, svérázného kriminalisty Igora Kubiše v seriálu České televize Život a doba soudce A. K. nebo jako lobbista Tonda Blaník v politicko-satirickém seriálu Kancelář Blaník, vysílaném na serveru Stream.cz.
Od 1. srpna 2023 je členem Činohry Národního divadla.

## Filmografie, výběr

### Filmy
- 1996 Kolja – Ládík (epizodní role)
- 1997 Stůj, nebo se netrefím! – německý voják
- 2001 Paralelní světy
- 2001 Vyhnání z ráje
- 2001 Divoké včely – Petr
- 2003 Nuda v Brně – Richard Klech
- 2004 Vaterrland - Lovecký deník
- 2004 Horem pádem – Luboš
- 2005 Doblba!
- 2005 Štěstí – Jára
- 2005 Ivánku, kamaráde, můžeš mluvit?
- 2007 Venkovský učitel – přítel
- 2009 Protektor
- 2011 Sráči
- 2011 Alois Nebel
- 2012 Polski film
- 2017 Bába z ledu
- 2018 Prezident Blaník – titulní role
- 2018 Čertí brko
- 2021 Zátopek
- 2022 Grand Prix

### Televize
- 1995 Detektiv Martin Tomsa
- 1998 Kinetická encyklopedie Všehomíra
- 2000 Četnické humoresky Karel Mihous (epizodní role v 2. dílu Volavka)[6]
- 2008 Soukromé pasti (8. díl Ukradená spermie)
- 2013 Nevinné lži – Kryštof
- 2014 České století – Václav Havel (7.–9. díl: Je to jen rock'n'roll, Poslední hurá, Ať si jdou)[7]
- 2014 Kancelář Blaník – Tonda Blaník
- 2014 Život a doba soudce A. K. – kriminalista Igor Kubiš, kamarád Adama Klose[8]
- 2014 Kriminálka Anděl – díl Slečna Smrt – Evžen Lenc
- 2016 Já, Mattoni
- 2017 Svět pod hlavou – náměstek Šejba